# Варандинский магал
Варандинский магал (азерб. Vərəndə mahalı арм. Վարանդայի մահալ) — один из магалов Карабахского ханства.

## Краткая информация
- Год создания — 1747 год
- Центр — село Чанагчы
- Крупные населенные пункты — Карадаглы, Шыхдурсун, Шушикенд, Тагавард, Емишджан.
- Соседние магалы — на западе — Карачорлинское, на севере — Хаченское, на востоке Кебирлинское, на юге Джеваншир-Дизакское магалы.

## География
Варанда, или Варандинское магал расположенная в юго-восточной части предгорий Малого Кавказа, в южной части Карабахского хребта.
В книге Раффи сказано, что «…гавар Варанда, простирается от реки Баллу-чай до горной зоны Дизапайта». Южная граница по Раффи, кажется, сильно сдвинута на юг, ибо Дизапайт находился чуть ли не в центре меликства Дизак. Известно, однако, что многие села на юге Нагорного Карабаха действительно ранее входили в Варанду.

## История
Основано в 1747 году Панах Али-ханом. В начале XVIII века территория магала входил в состав Сефевидского государства.
Территория магала Варанды начинается от реки Каркар и доходит до горного пояса Кирс-Дизапайт. С начала XVII века Варандой правил армянский род Мелик-Шахназарян с резиденцией в укрепленном поселении Чанагчы. В начале XVII века представитель рода Мелик-Шаханазарян Мирза-бек поселился в Варанде, в селе Чанагчы, и положил здесь начало династической власти.
Первый правитель Карабахского ханства Панах Али-хан воспользовался междоусобицами среди пяти армянских меликов нагорной части Карабаха, поддержал одного из них, мелика Варанды Шах-Назара, и, с его помощью, подчинил себе всех армянских меликов, сделав их своими вассалами. Он завоевал и присоединил к своим владениям также юго-западную часть нынешней Армении — Зангезур, Баргушет, Капан и Мигри. Созданное, таким образом Карабахское полунезависимое ханство с центром в основанной Панах-ханом крепости Панахабаде (город Шуша) превратилось в одно из самых сильных ханств Азербайджана
Мелик-Шахназар, враждовавший с другими меликами, первым из карабахских меликов признал власть Панах-Али хана. «Чувствуя свою слабость против меликов, обеспокоенный Мелик-Шахназар начал искать выход, — пишет Мирза Юсуф Карабаги, — и поневоле обратился к помощи Панах Али-хана, подчинился ему, принес клятву верности и с его помощью избежал кары меликов… Будучи очень богатым, Мелик-Шахназар оказывал услуги карабахским ханам и этим заслужил большой почет. В начале правления Панах Али-хана, когда тот чувствовал нужду в деньгах, Мелик-Шахназар оказывал ему необходимую помощь… В конце концов для улучшения своих дел и укрепления положения он отдал свою дочь Хурзад-ханум в жены Ибрагим- хану и таким образом установил с ним родственную связь».
Мелик Джумшуд-бек, который перед возвращением в 1805 году продал Лори за 6000 рублей графу Мусину-Пушкину, управляющему горной частью Грузии. Уже через год, в мае 1806 года, Мелик-Джумшуд-бек оказал помощь майору Лисаневичу в уничтожении Ибрагим-хана, пытавшегося присоединиться к персидской армии. Скончался Мелик-Джумшуд-бек в 1812 году и был похоронен в родовой усыпальнице Мелик-Шахназарянов. Ему наследовал Мелик-Худадад-бек (1791—1833), последний владетель Варанды.
Магал ликвидировано в 1840 году и преобразовано в российскую провинцию. На основе царской реформы «Учреждение для управления Закавказским краем» от 10 апреля 1840 года в составе Каспийской области был образован Шушинский уезд. После ликвидации магала в 1840 году территория была преобразована в особый Варандинский участок, находившийся в подчинении у царского пристава.

## Наибы
| Титул | Имя                                | Начало замещения должности | Конец замещения должности |
| ----- | ---------------------------------- | -------------------------- | ------------------------- |
| Наиб  | Мелик Шахназар                     | 1747                       | 1791                      |
| Наиб  | Джумшид-бек Мелик-Шахназаров       | 1791                       | 1812                      |
| Наиб  | Мелик Худадад-бек Мелик-Шахназаров | 1812                       | 1822                      |

## Население
Согласно «Подробной тетради», в первой половине XVIII века Варандинский магал входил в
состав Гянджа-Гарабагского беглярбекства. Самыми большими селами здесь были Шушикенд (зарегистрировано 143 армян мужского пола) и Исфаханджег (проживало 35 армян мужского пола). Жители выращивали пшеницу, ячмень, просо и чалтык, занимались животноводством и пчеловодством. В некоторых населенных пунктов (например, селе Шейх Дурсун) сеяли хлопок, занимались шелководством. В ряде населенных пунктов: некогда обитаемых селах -
Шютедаш, Варандачик, Довшанлы, Гарыгышлаг, Елмелик, Гундура, Галыгедик, Гарачуг, Рудханейи-
Пирахмед, Союдлю, Кечигыран Довлетиар, Муселлем, Гозлуг, Хернегерек, а также в опустевших селах - Яглыджа, Дирван, Гушчу, Сюлюклю, Яйчы, Гойлугам, Дагыш, Шамтаг, Баба Хамза, Аггая, Амирхан, Учдере, Агджакенд, Джухудлар, Кетелпараг, Мерван, Омарли, Тарлан, Бархударлы, Талыб, Шарафабад, Ереван, Джегеджиммегаш, Гюзинабад, Уриан, Кюдюк никто не жил, на здешних полях жители соседних сел выращивали злаковые культуры.
В период ханства в 24 селах этого магала проживали 625 семей (297 - плательщики подати, 328 -
неплательщики). Самыми крупными селами были Агали (57 семей), Зарданишин (41 семья), Гаятыг (34 семьи) и Шушакенд (97 семей). Хотя в магале армяне составляли большинство населения, здесь проживало и определённое количество мусульман. В селе Агали обитали 57 мусульманских семей, а в Шушакенде, наряду с армянами, было, как минимум, 8 азербайджанских семей. Таким образом, 10,40% населения магала составляли мусульмане, а 89,60% - армяне. Ежегодно казна получала отсюда 402 червонца и 17821 рублей 59 копеек ханскими деньгами.